# Эркероде
Эркероде (нем. Erkerode) — община в Германии, в земле Нижняя Саксония.
Входит в состав района Вольфенбюттель. Подчиняется управлению Зикте. Население составляет 1003 человека (на 31 декабря 2010 года). Занимает площадь 13,34 км².
| Год  | Население |
| ---- | --------- |
| 1990 | 818       |
| 1995 | 941       |
| 2000 | 948       |
| 2005 | 1056      |
| 2010 | 994       |